# Aïcha Lemsine
Aïcha Lemsine és el pseudònim d'Aïcha Laïdi (nascuda el 1942 a Tebessa), una escriptora algeriana de llengua francesa.

## Biografia
Autora de novel·les i assajos, també ha escrit per a la premsa algeriana i mitjans estrangers. També ha realitzat nombroses conferències. Especialitzada en la història de l'Islam, l'islamisme polític i el dret de les dones musulmanes, durant diverses dècades va ser convidada regularment a intervenir en seminaris i congressos a tot el món. El seu espòs, Ali Laïdi, va ser ambaixador algerià en Espanya (1965-1970), Jordània (1977-1984), Gran Bretanya i Irlanda (1984-1988) i Mèxic (1988-1991).
Els seus llibres en francès estan traduïts a l'àrab, anglès, espanyol, portuguès, rus i danès.
El seu pseudònim està format per les lletres àrabs L (ل, pronunciat lem) i S (س, pronunciat Sense), per tant: Lemsine.

## Novel·la La Chrysalide
En la novel·la La Chrysalide, Aïcha Lemsine descriu l'evolució de la societat algeriana i les dones, a través de la vida de diverses generacions d'una família algeriana. Aquest llibre, publicat en francès, va ser la primera novel·la d'una dona algeriana, catorze anys després de la independència nacional d'Algèria, per a exposar la dicotomia entre la realitat de la condició de la dona al seu país i la Constitució que proclamava un «“socialisme igualitari” on es garanteixen les llibertats fonamentals i els drets de l'home i del ciutadà. Es prohibeix qualsevol discriminació basada en els prejudicis de sexe, raça o professió». (Art. 39).
El llibre va ser prohibit: el Ministeri d’«Hàbits i Afers Islàmics» va enviar la policia per a retirar la novel·la de l'estand d’«Éditions des Femmes» que participava en la primera exposició internacional del llibre que es va celebrar a l'octubre de 1976. La censura oficial es va coordinar aviat amb sectors de la nomenklatura que van qualificar el llibre de «una novel·la rosa i neocolonialista» i fins i tot «antipatriota». El llibre, no obstant això, va rebre una bona recepció de crítics literaris, a França i altres països de parla francesa d'Europa, Àfrica i el Magreb, i va ser traduït a diversos idiomes: anglès, àrab, espanyol, portuguès, danès, rus i alemany.

## Obres
- La Chrysalide, éditions des femmes, 1976; réédition 1998, ISBN 978-2721004628.
- Ciel de porphyre, Jean-Claude SIMOEN, 1978.
- Ordalie des voix, Encre, 1983, ISBN 978-2864181545.
- Au cœur du Hezbollah, Flammarion, 2008.